# Cathrine Legardh
Cathrine Legardh (født 1973) er en dansk jazzsangerinde og komponist. 

Foto: Hreinn Gudlaugsson

## Biografi
Cathrine Legardh (f. 1973) er født og opvokset nord for København ud af dansk - norsk - svenske forældre. Hun er uddannet musiklærer, men besluttede i 2006 opsige sin stilling som musiklærer for at dedikere sig helt og aldeles til sangkarrieren.
Hun har modtaget undervisning i hhv. Storbritannien af bl.a. Fionna Duncan (Glasgow) og New York af Sheila Jordan og Jay Clayton. 

Hun optræder i både Danmark og udlandet – bl.a. i Skandinavien, UK, USA, Island, Thailand og Kina, sidstnævnte hvor hun bl.a. repræsenterede Danmark på World Expo i Shanghai.
Legardh er repræsenteret af Storyville Records som distribuerer hendes udgivelser over hele verden. (se diskografi)
Legardhs tredje album 'Land & Sky' (original musik skrevet I samarbejde med den islandske altsaxofonist, Sigurdur Flosason) blev nomineret til ‘Årets danske vokaljazzudgivelse’ ved Dansk Music Awards såvel som ‘Jazz Album of the Year’ til Islandic Music Awards i 2011.  
Legardh synger jazz standards (mainstream, cool og bebop). Hun fortolker ligeledes ældre og nyere nordiske sange – særligt på svensk i hendes Tribute til Monica Zetterlund - og bidrager tillige med en række originalkompositioner.
Hun skriver og optræder ligeledes for børn i orkestret NullerNix og har i den sammenhæng udgivet to albums og en bog. Et univers spækket med karakterer i form af nullermænd. Det handler støv og andet småkravl og om at se verden i gulvhøjde. 

## Bands
- Tribute til Monica Z.: Jacob Christoffersen (piano) & Jesper Thorn (bas) En koncertoplevelse på svensk. Repertoiret er et udpluk af Monicas mange og alsidige musikperler – nogle mere kendte end andre... Koncerten rummer både folke- og revyviser samt jazzstandards oversat til svensk af bl.a. Beppe Wolgers og Hasse og Tage, Povel Ramel samt Olle Adolphson – foruden sange fra samarbejdet med Bill Evans.
- Cathrine Legardh Trio / Quartet / Quintet: Jacob Christoffersen (piano), Jesper Thorn (bas), Jakob Dinesen (sax), Andreas Fryland (trommer)
- I mit hjertes cafe - Tonesatte digte af Ditlevsen: Johan Egdetveit (harmonika), Mads Kjølby (guitar)
- Nullernix med hiv & swing: NullerNix

## Diskografi
- En sång i en dröm -  A Tribute to Monica Zetterlund - Storyville Records, København, juni 2020 Cathrine Legardh (vokal), Jacob Christofersen (piano) & Jesper Thorn (bas)
- Love Still Wears A Smile - Storyville Records, København, April 2013 Cathrine Legardh (vokal) & Brian Kellock (piano)
- I mit hjertes cafe – tonesatte digte af Tove Ditlevsen - Exlibris Musik, København, April 2015 Cathrine Legardh (vokal), Johan Egdetveit (harmonika), Peter Rosendal (piano), Mads Kjølby (guitar) Morten Ankarfeldt Arkiveret 30. oktober 2020 hos  Wayback Machine (bas), Andreas Fryland (trommer), Peter Marott (trompet), Kristian Jørgensen (violin), Chris Tanner Arkiveret 21. oktober 2020 hos  Wayback Machine (klarinet)
- Land & Sky - Storyville Records, København, Marts 2011 Cathrine Legardh (vokal), Sigurdur Flosason (altsaxofon), Peter Rosendal (piano), Lennart Gintman (bas) & Andreas Fryland (trommer)
- NorDisk - Storyville Records, København, Maj 2010 Cathrine Legardh (vokal), Francesco Calì (piano, harmonika), Jakob Dinesen (tenorsax), Christer Karlberg (guitar), Hugo Rasmussen (bas) & Andreas Fryland (trommer)
- NullerNix i New Orleans - NullerNix for sjov ApS & Monkey Music, København, Juli 2009. Cathrine Legardh (vokal), Brian Mørk Hansen (guitar), Anders Mortensen (piano), Tomas Wisti Raae (bas), Andreas Bay Estrup (trommer), Tom McEwan (vokal + vaskebræt), Elith 'Nulle' Nykjær (klarinet), Mads Mathias (saxofon), Peter Marott (trompet)
- Gorgeous Creature - Storyville Records, København, Juni 2008. Cathrine Legardh (vokal), Brian Kellock (piano), Jacob Fischer (guitar), Hugo Rasmussen (bas) & Francesco Calì (harmonika)
- NullerNix for sjov! – Fortællinger fra gulvet… - NullerNix for sjov ApS, København, Marts 2007. Cathrine Legardh (vokal), Tomas Raae (bas), Anders Mortensen (piano), Brian Mørk Hansen (guitar mm.), Mads Beldring (trommer, perc.), Niels 'Flipper' Stuart Arkiveret 6. november 2017 hos  Wayback Machine (fløjte, klarinet), Soma Allpass (cello), Nils Raae (mundharmonika), Claus Højensgaard (trompet)